# Coupe caribéenne des nations 1995
Navigation
Édition précédente Édition suivante
La Shell Caribbean Cup 1995 ou Coupe de la Caraïbe 1995 était la treizième édition de la Coupe de la Caraïbe, compétition de football dans les Caraïbes. Le tour final est coorganisé par la Jamaïque et les Îles Caïmans.

## Tour préliminaire
| Équipe 1 | Résultat | Équipe 2               | Aller | Retour |
| -------- | -------- | ---------------------- | ----- | ------ |
| Aruba    | 5-7      | Antilles néerlandaises | 3-4   | 2-3    |

## Premier tour
Les Îles Caïmans et la Jamaïque (pays coorganisateurs) ainsi que Trinidad et Tobago (tenant du titre) sont directement qualifiés pour la phase finale.

### Groupe 1:Cuba
- Tournoi disputé en République dominicaine :

| Rang | Équipe                 | Pts | J | G | N | P | Bp | Bc | Diff |  | Résultats              |  |     |     |     |
| ---- | ---------------------- | --- | - | - | - | - | -- | -- | ---- |  | ---------------------- |  | --- | --- | --- |
| 1    | Cuba                   | 9   | 3 | 3 | 0 | 0 | 15 | 0  | +15  |  | Cuba                   |  | 3-0 | 3-0 | 9-0 |
| 2    | Antilles néerlandaises | 4   | 3 | 1 | 1 | 1 | 4  | 6  | -2   |  | Antilles néerlandaises |  |     | 2-1 | 2-2 |
| 3    | République dominicaine | 3   | 3 | 1 | 0 | 2 | 4  | 6  | -2   |  | République dominicaine |  |     |     | 3-1 |
| 4    | Porto Rico             | 1   | 3 | 0 | 1 | 2 | 3  | 14 | -11  |  | Porto Rico             |  |     |     |     |

### Groupe 2:Guyane
- Tournoi disputé en Guyane :

| Rang | Équipe     | Pts | J | G | N | P | Bp | Bc | Diff |  | Résultats  |  |     |     |     |
| ---- | ---------- | --- | - | - | - | - | -- | -- | ---- |  | ---------- |  | --- | --- | --- |
| 1    | Guyane     | 4   | 3 | 1 | 1 | 1 | 7  | 5  | +2   |  | Guyane     |  | 1-3 | 2-2 | 4-0 |
| 2    | Martinique | 4   | 3 | 1 | 1 | 1 | 5  | 4  | +1   |  | Martinique |  |     | 1-2 | 1-1 |
| 3    | Guadeloupe | 4   | 3 | 1 | 1 | 1 | 5  | 5  | 0    |  | Guadeloupe |  |     |     | 1-2 |
| 4    | Suriname   | 4   | 3 | 1 | 1 | 1 | 3  | 6  | -3   |  | Suriname   |  |     |     |     |

### Groupe 3:Sainte-Lucie
Premier tour :
| Équipe 1 | Résultat | Équipe 2     | Aller | Retour |
| -------- | -------- | ------------ | ----- | ------ |
| Grenade  | 2-4      | Sainte-Lucie | 2-0   | 0-4    |
| Barbade  | 7-0      | Guyana       | 3-0   | 4-0    |

Second tour :
| Équipe 1 | Résultat | Équipe 2     | Aller | Retour |
| -------- | -------- | ------------ | ----- | ------ |
| Barbade  | 2-3      | Sainte-Lucie | 1-1   | 1-2    |

### Groupe 4:Saint-Vincent-et-les-Grenadines
Premier tour :
| Équipe 1   | Résultat | Équipe 2                        | Aller | Retour |
| ---------- | -------- | ------------------------------- | ----- | ------ |
| Dominique  | 0-1      | Saint-Vincent-et-les-Grenadines | 0-1   | 0-0    |
| Montserrat | 4-2      | Anguilla                        | 3-2   | 1-0    |

Second tour :
| Équipe 1                        | Résultat | Équipe 2   | Aller | Retour |
| ------------------------------- | -------- | ---------- | ----- | ------ |
| Saint-Vincent-et-les-Grenadines | 20-0     | Montserrat | 9-0   | 11-0   |

### Groupe 5:Saint-Christophe-et-Niévès
Premier tour :
| Équipe 1           | Résultat | Équipe 2                          | Aller | Retour |
| ------------------ | -------- | --------------------------------- | ----- | ------ |
| Sint Maarten       | 1-2      | Saint-Christophe-et-Niévès        | 0-2   | 1-0    |
| Antigua-et-Barbuda |          | Îles Vierges britanniques forfait |       |        |

Second tour :
| Équipe 1                   | Résultat | Équipe 2           | Aller | Retour |
| -------------------------- | -------- | ------------------ | ----- | ------ |
| Saint-Christophe-et-Niévès | 3-3      | Antigua-et-Barbuda | 1-1   | 2-2    |

- Vu que les deux équipes sont à égalité, la règle du but à l'extérieur n'est pas appliquée, et on doit départager par une séance de tirs au but. Antigua-et-Barbuda s'impose 4 tirs au but à 3.

## Phase finale
Joué aux Îles Caïmans.

### Groupe A
|   | Équipe                          | Pts | J | G | N | P | BP | BC | Diff |
| - | ------------------------------- | --- | - | - | - | - | -- | -- | ---- |
| 1 | Saint-Vincent-et-les-Grenadines | 7   | 3 | 2 | 1 | 0 | 10 | 4  | +6   |
| 2 | Îles Caïmans                    | 7   | 3 | 2 | 1 | 0 | 5  | 2  | +3   |
| 3 | Antigua-et-Barbuda              | 3   | 3 | 1 | 0 | 2 | 3  | 8  | -5   |
| 4 | Guyane                          | 0   | 3 | 0 | 0 | 3 | 2  | 6  | -4   |

| 28 juin   | Saint-Vincent-et-les-Grenadines | 3 | 1 | Guyane             |
|           | Îles Caïmans                    | 2 | 0 | Antigua-et-Barbuda |
| 30 juin   | Saint-Vincent-et-les-Grenadines | 5 | 1 | Antigua-et-Barbuda |
|           | Îles Caïmans                    | 1 | 0 | Guyane             |
| 3 juillet | Antigua-et-Barbuda              | 2 | 1 | Guyane             |
|           | Saint-Vincent-et-les-Grenadines | 2 | 2 | Îles Caïmans       |

### Groupe B
- Tournoi en Jamaïque :

|   | Équipe            | Pts | J | G | N | P | BP | BC | Diff |
| - | ----------------- | --- | - | - | - | - | -- | -- | ---- |
| 1 | Trinité-et-Tobago | 6   | 3 | 2 | 0 | 1 | 7  | 1  | +6   |
| 2 | Cuba              | 6   | 3 | 2 | 0 | 1 | 4  | 3  | +1   |
| 3 | Jamaïque          | 6   | 3 | 2 | 0 | 1 | 4  | 3  | +1   |
| 4 | Sainte-Lucie      | 0   | 3 | 0 | 0 | 3 | 1  | 9  | -8   |

| 28 juin   | Jamaïque          | 2 | 1 | Sainte-Lucie |
|           | Trinité-et-Tobago | 2 | 0 | Cuba         |
| 30 juin   | Trinité-et-Tobago | 5 | 0 | Sainte-Lucie |
|           | Cuba              | 2 | 1 | Jamaïque     |
| 3 juillet | Cuba              | 2 | 0 | Sainte-Lucie |
|           | Trinité-et-Tobago | 0 | 1 | Jamaïque     |

- Cuba devance la Jamaïque grâce au résultat du match qui les a opposés.

### Demi-finales
| 27 juillet 1995 | Saint-Vincent-et-les-Grenadines   | 3 - 2 | Cuba                      | Îles Caïmans |  |
|                 | Hinds 46e · Jack 48e · Prince 51e |       | Hernández 13e · Azcuy 68e |              |  |

| 28 juillet 1995 | Îles Caïmans     | 2 - 9 | Trinité-et-Tobago                       | Îles Caïmans |  |
|                 | Whittaker Ramoon |       | Lewis (3) Eve (2) Dwarika (2) Cyrus (2) |              |  |

### Match pour la3eplace
| 30 juillet 1995 | Îles Caïmans | 0 - 3 | Cuba                       | Îles Caïmans |
|                 |              |       | Dalcourt · Bobadilla · csc |              |

### Finale
| 30 juillet 1995 | Trinité-et-Tobago                         | 5 - 0 | Saint-Vincent-et-les-Grenadines | Îles Caïmans |
|                 | St Louis · Marcelle · Eve · Dwarika · csc |       |                                 |              |

| Vainqueur de la Coupe de la Caraïbe 1995: Trinité-et-Tobago 6e titre |